# Personal Package Archive
Un Personal Package Archive (PPA) és un contenidor de programari especial on poder pujar paquets de programari per a ser construïts i publicats com a APT repository per Launchpad o plataformes similars. Un ús molt comú que se li dona als PPA és mantenir versions noves d'aplicacions que no estan suportades especialment a distribucions de GNU/Linux antigues. Mentre el terme sols s'utilitza dintre de la comunitat Ubuntu, Canonical confia que siga utilitzat més enllà.